# Inundació de 2007 a Moçambic
La inundació de 2007 a Moçambic va començar a finals de desembre de 2006, quan l'embassament Cahora Bassa es va desbordar per les fortes pluges a l'Àfrica Meridional. Es va agreujar el 22 de febrer de 2007 quan el cicló Favio de categoria 4 va arribar a terra a la província central d'Inhambane; els experts que rastrejaren el cicló predigueren que empitjoraria les inundacions a la vall del riu Zambezi. El riu Zambezi es va sortir del seu cabal, inundant les àrees dels voltants a Moçambic. Els rius Chire i Rivubue també es van inundar.
80.600 persones van ser evacuades de llurs llars a les províncies de ad been evacuated from their homes in the Tete, Manica, Sofala i Zambézia el 14 de febrer. El 22 de febrer l'Oficina de les Nacions Unides per a la Coordinació d'Afers Humanitaris va informar que aproximadament 121.000 persones havien estat desplaçades per les inundacions. Algunes persones es van negar a abandonar la seva llar i bestiar. Hi va haver 29 víctimes confirmades i 10 morts no confirmades.
A principis de febrer, les autoritats de Moçambic no pensaven que les inundacions serien tan devastadores com les inundacions de 2000 i les de 2001. Paulo Zucula, cap de l'Agència Nacional de Socors de Moçambic, va dir que esperem més aigua de la que teníem el 2001. La situació es deteriora i empitjorarà, però aquesta vegada estem millor preparats que el 2001. El Programa Mundial d'Aliments (WFP) va estimar que unes 285.000 persones podien necessitar ajuda alimentària. L'assistència alimentària del PMA es va iniciar el 15 de febrer. Només es va posar a disposició un únic helicòpter de l'ONU per lliurar ajuda als centres d'evacuació. No obstant això, milers de persones encara no havien rebut menjar ni aigua potable, i l'amenaça de brots de malaltia també havia augmentat; Paulo Zucula es va retractat dels seus comentaris anteriors sobre la preparació, dient que no estàvem preparats ... és un altre desastre.